# Timoteo II di Costantinopoli
Timoteo II Marmarinos (in greco Τιμόθεος Β´ Μαρμαρηνός?; Bandırma, XVI secolo – Costantinopoli, 3 settembre 1620) è stato un arcivescovo ortodosso greco, patriarca ecumenico di Costantinopoli dall'ottobre 1612 fino alla sua morte nel 1620.

## Biografia
Timoteo II Marmarinos nacque Bandırma, sulla sponda meridionale del Mar di Marmara. Il 28 febbraio 1601 divenne metropolita di Patrasso, un incarico che mantenne fino alla sua elezione a patriarca di Costantinopoli. Dopo la deposizione di Neofito II nell'ottobre 1612, la Chiesa di Costantinopoli fu temporaneamente governata da Cirillo Lucaris che agì come reggente, per via della sua carica di patriarca di Alessandria. Cirillo, dopo le prime settimane, stava per essere nominato patriarca, ma quattro vescovi si opposero e riuscirono a far eleggere Timoteo, uno di loro, grazie alla promessa fatta al sultano ottomano di aumentare la quota annuale pagata dal Patriarcato a 8000 kuruş. Così, dopo 21 giorni di interregno, Cirillo rinunciò e alla fine di ottobre o di novembre 1612 Timoteo divenne patriarca di Costantinopoli.
Timoteo rimase un feroce avversario di Cirillo, che costrinse a ritirarsi sul Monte Athos. Timoteo riuscì ad ottenere anche un mandato di arresto contro Lucaris, ma quest'ultimo fuggì ad Alessandria d'Egitto. Timoteo denunciò anche Lucaris come luterano.
La ragione dell'opposizione di Timoteo a Lucaris non scaturì in alleanze con i principali nemici di quest'ultimo, vale a dire i cattolici, che si opponevano all'atteggiamento protestante di Lucaris. Timoteo mantenne quindi un atteggiamento anti-cattolico, anche se nel 1615 scrisse una rispettosa lettera a papa Paolo V.
Nel 1614, Timoteo fece ricostruire e ampliare la piccola chiesa di San Giorgio nel quartiere costantinopolitano di Fanar, che dal 1601 era diventata la sede del patriarcato ecumenico.
Timoteo morì o il 3 settembre 1620 o nel marzo 1621 secondo altre fonti. All'epoca si sparse la voce che era stato avvelenato a una cena dell'ambasciatore olandese, sostenitore di Lucaris, ma questa proposta non ha prove a sostegno.